# Paroisse de New Bandon
Pour les articles homonymes, voir Bandon.
La paroisse de New Bandon est à la fois une paroisse civile et un ancien district de services locaux (DSL) canadien du comté de Gloucester, située au nord du Nouveau-Brunswick. Elle comprend les autorités taxatrices de Black Rock, Burnsville et Pokeshaw. Dans le cadre de la réforme de la gouvernance locale du 1er janvier 2023, le territoire du DSL a été réparti entre la ville de Rivière-du-Nord et le district rural de Chaleur.

## Toponyme

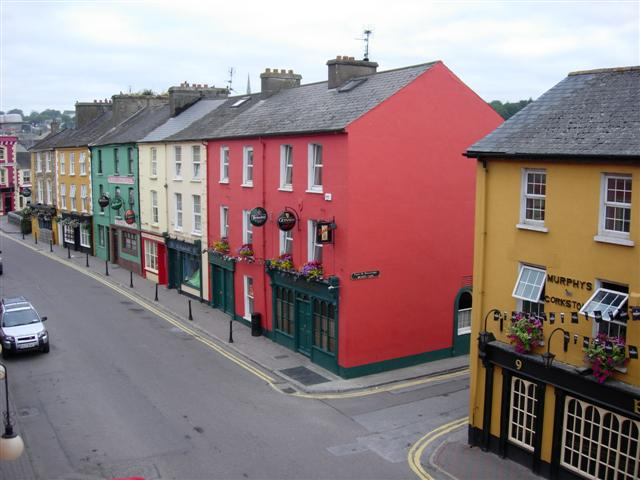
Bandon, en Irlande.

New Bandon est vraisemblablement nommé ainsi car des colons originaire de Bandon, en Irlande, s'y établirent en 1819.

## Géographie

### Situation
New Bandon est situé sur la rive sud de la baie des Chaleurs et à l'ouest de la baie de Caraquet, à un peu plus de 15 kilomètres au nord-est de la cité de Bathurst. Le DSL est situé entre la région Chaleur et la Péninsule acadienne, principalement dans la région dite des Caps.
La paroisse de New Bandon est généralement considérée comme faisant partie de l'Acadie.

### Topographie
New Bandon peut être subdivisé en trois régions. À l'ouest du cap aux Meules, le terrain est relativement plat, le littoral régulier et l'altitude est basse. C'est la région de Chaleurs. Entre le cap aux Meules et le village de Grande-Anse, l'altitude est plus élevée, et les falaises sont hautes et irrégulières. C'est la région des Caps. À l'est du territoire, le terrain est bas et par endroits marécageux, c'est la Péninsule acadienne. Finalement, il y a une vaste région sauvage au sud, où il y a quelques vallées et collines.
Les falaises dépassent par endroits les 15 ou 20 mètres. Les principaux caps dans la baie des Chaleurs sont le cap Cranberry et le cap aux Meules. Dans la baie de Caraquet se trouve la pointe des Deux-Rivières.
L'altitude dépasse par endroits les 140 mètres.

### Hydrographie
Il y a principalement trois bassins hydrographiques à New Bandon. Les cours d'eau se dirigent dans la baie des Chaleurs, dans la baie de Caraquet ou dans le golfe du Saint-Laurent.
Le ruisseau Teagues, les ruisseaux Sullivan, Scott, Ellis et Chamberlain, la Petite Rivière Pokeshaw, la rivière Pokeshaw se déversent dans la baie des Chaleurs. La rivière du Nord et la rivière Caraquet se déversent dans la baie de Caraquet, et la Grande Rivière Tracadie se déverse dans le golfe du Saint-Laurent.
Il y a le lac Teagues, au sud-ouest et le lac Goose, à l'est.

### Géologie
Le sous-sol de New Bandon est composé principalement de roches sédimentaires du groupe de Pictou datant du Pennsylvanien (entre 300 et 311 millions d'années).

### Rues et quartiers
Au bord de la baie des Chaleurs se trouve Janeville, au confluent du ruisseau Teagues. Clifton est situé six kilomètres plus au nord. Quatre kilomètres au nord de ce dernier se trouve Stonehaven, l'ancienne Cap-aux-Meules. Un peu plus à l'est se trouve New Bandon et finalement, à l'embouchure de la rivière Pokeshaw, se trouve le hameau de Pokeshaw. Dans les terres, à environ 6 kilomètres de Clifton, se trouvent les hameaux de Canobie, Canobie Sud, Rocheville et Springfield Settlement. À quatre kilomètres dans l'arrière-pays de Pokeshaw se trouve Black Rock. Une partie de Burnsville est également comprise dans New Bandon.

## Histoire
La paroisse de New Bandon est située dans le territoire historique des Micmacs, plus précisément dans le district de Gespegeogag, qui comprend le littoral de la baie des Chaleurs.
Le village de New Bandon est fondé en 1819 par 70 familles d'immigrants protestants provenant de Bandon, en Irlande. L'établissement prospère et des habitants colonisent ensuite Innishannon et d'autres localités de l'arrière-pays. La paroisse civile est établie en 1831.
Un bureau de poste porte le nom d'Agapit entre 1912 et 1933.
La municipalité du comté de Gloucester est dissoute en 1966. La paroisse de New Bandon devient un district de services locaux en 1967.

## Démographie
| 2001 | 2006 | 2011 |
| ---- | ---- | ---- |
| 230  | 242  | 181  |

## Administration

### Comité consultatif
En tant que district de services locaux, New Bandon est administré directement par le Ministère des Gouvernements locaux du Nouveau-Brunswick, secondé par un comité consultatif élu composé de cinq membres dont un président.

### Commission de services régionaux
La paroisse de New Bandon fait partie de la Région 3, une commission de services régionaux (CSR) devant commencer officiellement ses activités le 1er janvier 2013. Contrairement aux municipalités, les DSL sont représentés au conseil par un nombre de représentants proportionnel à leur population et leur assiette fiscale. Ces représentants sont élus par les présidents des DSL mais sont nommés par le gouvernement s'il n'y a pas assez de présidents en fonction. Les services obligatoirement offerts par les CSR sont l'aménagement régional, l'aménagement local dans le cas des DSL, la gestion des déchets solides, la planification des mesures d'urgence ainsi que la collaboration en matière de services de police, la planification et le partage des coûts des infrastructures régionales de sport, de loisirs et de culture; d'autres services pourraient s'ajouter à cette liste.

### Chronologie municipale

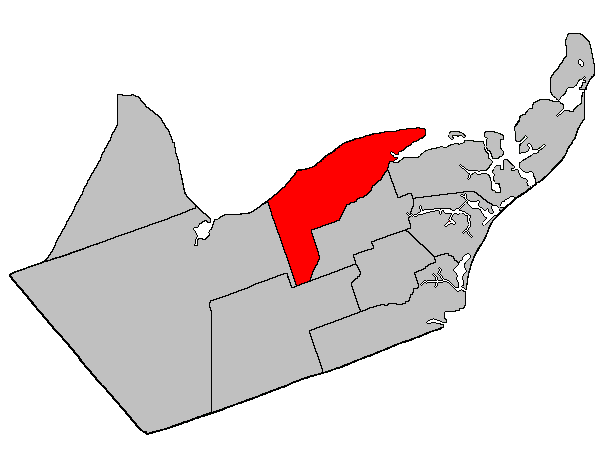
Situation sur une carte des paroisses civiles du comté de Gloucester (certains DSL et municipalités ne sont donc pas montrés).

### Représentation
Nouveau-Brunswick: La paroisse de New Bandon fait partie de la circonscription de Caraquet, qui est représentée à l'Assemblée législative du Nouveau-Brunswick par Hédard Albert, du Parti libéral. Il fut élu en 2003 puis réélu en 2008 et en 2010.
 Canada: New Bandon fait partie de la circonscription fédérale d'Acadie—Bathurst. Cette circonscription est représentée à la Chambre des communes du Canada par Yvon Godin, du NPD. Il fut élu lors de l'élection de 1997 contre le député sortant Doug Young, en raison du mécontentement provoqué par une réforme du régime d’assurance-emploi.

### Ancienne administration paroissiale
|  | Indépendant | 1925 - 192? | E. H. Good Jos. S. Dumas   |
|  | Indépendant | 1931 - 19?? | Howard Good Omer Blanchard |

## Économie
Entreprise Péninsule, un organisme basé à Tracadie-Sheila faisant partie du réseau Entreprise, a la responsabilité du développement économique de la région.
La plupart des gens travaillent au village ou à proximité. L'industrie touristique crée quelques emplois sur place et il y a aussi de nombreux emplois disponibles dans le commerce, l'industrie de la pêche, la fabrication et la fonction publique à Caraquet.

## Vivre dans la paroisse de New Bandon

### Éducation
Les élèves francophones bénéficient d'écoles à Grande-Anse, à Saint-Léolin et à Caraquet. La ville de Shippagan compte le CCNB-Péninsule acadienne et un campus de l'Université de Moncton.
Les anglophones bénéficient d'une école à Janeville mais doivent poursuivre leur éducation à Bathurst de la sixième à la douzième année. Les établissements d'enseignement supérieur anglophones les plus proches sont à Fredericton ou Miramichi.
Il y a une bibliothèque publique à Caraquet. Le bibliobus du Nord fait toutefois un arrêt à Grande-Anse.

### Autres services publics
Les services et la presque totalité des commerces sont situés à Bathurst ou Caraquet.
New Bandon est desservi par les routes 11, 135 et 140. Il y a un port à Stonehaven.
L'église Christ Church est une église anglicane.
La paroisse de New Bandon, comme plusieurs localités de la région Chaleur, partage ou achète plusieurs de ses services. Ainsi, l'aménagement du territoire est de la responsabilité de la Commission d'urbanisme de Belledune. Le service de police est assuré par le poste de la Gendarmerie royale du Canada de Bathurst. Cette ville dispose aussi de l'hôpital régional Chaleur et d'un poste d'Ambulance Nouveau-Brunswick. La localité partage aussi le financement du Centre régional K.C. Irving.
Les francophones bénéficient du quotidien L'Acadie nouvelle, publié à Caraquet, ainsi qu'à l'hebdomadaire L'Étoile, de Dieppe. Ils ont aussi accès à l'hebdomadaire Hebdo Chaleur, publié à Bathurst. Les anglophones bénéficient des quotidiens Telegraph-Journal, publié à Saint-Jean ainsi que de l'hebdomadaire Northern Light, de Bathurst.

## Culture et patrimoine
Les principaux attraits de New Bandon sont le parc provincial de Pokeshaw et le Village historique acadien.